# Воронцовка (Воронезька область)
Воронцовка (рос. Воронцовка) — село у Павловському районі Воронезької області Російської Федерації.
Населення становить 5166 осіб. Входить до складу муніципального утворення Воронцовське сільське поселення.

## Історія
Населений пункт розташований у межах суцільної української етнічної території, на теренах Східної Слобожанщини.
Від 1928 року належить до Павловського району, спочатку у складі Центрально-Чорноземної області, а від 1934 року — Воронезької області.
Згідно із законом від 15 жовтня 2004 року входить до складу муніципального утворення Воронцовське сільське поселення.

## Населення
| 1959 | 1979  | 2002  | 2009  | 2010  |
| ---- | ----- | ----- | ----- | ----- |
| 6534 | ↘5964 | ↘5138 | ↗5228 | ↘5166 |